# معین‌التجار مودار
معین‌التجار مودار (نام علمی: Clerodendrum tomentosum) نام یک گونه از سرده معین التجاری است. این درختچه در استرالیا و گینو نو می‌روید.